# 질효모감염증
질효모감염증, 질이스트감염(yaginal yeast infection, vaginal thrush), 칸디다 질염(candidal vulvovaginitis, candida vaginitis)은 질 내에 효모가 과도하게 생장하여 자극이 발생한 것이다. 가장 흔한 증상은 질의 가려움으로써 그 정도가 극심할 수 있다. 그 밖의 증상으로는 소변 시 불타는 느낌, 일반적으로 악취가 나지 않는 하얗고 진한 질 분비물, 성교 시 통증, 질 주위의 적열 상태를 들 수 있다. 증상은 여성의 생리 직전에 종종 악화된다.
질이스트감염은 칸디다균의 과도한 생장으로 인해 발생한다. 이 이스트들은 일반적으로 적은 수로 질에 존재한다. 성병으로 분류되지는 않으나 성적으로 활발한 사람들에게 더 자주 나타날 수 있다. 위험 요인에는 항생물질의 섭취, 임신, 당뇨, 후천면역결핍증후군이 있다. 단당류를 많이 섭취하는 것도 원인이 될 수 있다. 옷을 꽉 들러붙게 입는다든지, 의상 형태라든지 개인적인 위생은 요인으로 간주되지 않는다. 진단은 질 분비물의 샘플을 테스트함으로써 이루어진다. 증상은 성병, 클라미디아, 임질의 증상과 비슷하므로 테스트가 권장될 수 있다.
증거가 부족하긴 하지만 예방적인 차원에서 솜이 있는 속옷을 착용하고 옷을 몸에 너무 달라붙지 않게 입는 것이 권고된다. 질 세척과 향이 나는 위생용품을 피하는 것도 권고된다. 치료는 항진균 약물치료를 통해 수행된다.

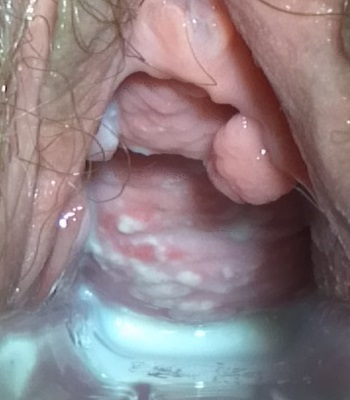
칸디다성 외음부질염의 질경 검사(speculum exam)에서 질 앞쪽 벽에 두껍고 두부 같은 플라크가 보인다. 사진 중앙 부근에 약간 홍반이 있는 기저부가 보이는데, 플라크 중 일부가 긁혀져 나갔다.

## 치료
이트라코나졸 복용 단기 진균 치료(Oral Itraconazole Short term mycological cure)는 77.72%[OR 3.55], 질내 장기 임상 치료(Intra-vaginal fluconazole Long term clinical cure)는 59.42%[RR 0.65] 칸디다 질염을 치료할 수 있다.

## 같이 보기
- 칸디다
- 칸디다증
- 골반 검사
- 아구창